# Chirocephalus carnuntanus
Chirocephalus carnuntanus är en kräftdjursart som först beskrevs av Brauer 1877.  Chirocephalus carnuntanus ingår i släktet Chirocephalus och familjen Chirocephalidae. Inga underarter finns listade i Catalogue of Life.